# Jeongak
Jeongak (Hangul 정악, Hanja 正樂 - Chính nhạc) là một thể loại của nền âm nhạc Triều Tiên, thường gắn với những tầng lớp thượng lưu, phân biệt với minsogak (tức là nhạc dân gian, nhạc của dân chúng bình dân).

## Hình thức tấu nhạc Jeongak
Chính nhạc Jeongak mà giới học giả xưa kia ở Hàn Quốc ưa thích được lưu truyền tới ngày nay là những nhạc phẩm thường được tấu bằng các loại nhạc cụ như đàn tranh 12 dây Gayageum, đàn tranh 6 dây Geomungo, đàn nhị Haegeum, đàn tranh dùng vĩ kéo Ajaeng, sáo trúc ngang lớn Daegeum, sáo trúc dọc Danso, kèn dăm trúc Piri, trống phong yêu Janggu. Trên thực tế, rất hiếm khi nhạc khí thổi và nhạc cụ dây cùng hòa tấu một bản nhạc, vì còn tùy thuộc vào khả năng tài chính của người mời nhạc gia và khuôn viên chơi nhạc. Chính vì vậy mà Jeongak (Chính nhạc) có thể được diễn tấu đơn lẻ hay cùng hòa tấu với hai, ba nhạc gia khác. Không gian âm nhạc cũng trầm bổng tùy theo loại nhạc cụ được diễn tấu, hợp khúc hay đơn khúc. Về phương diện giai điệu, nhạc Jeongak có phần tương tự nhã nhạc cung đình Huế, Việt Nam.

## Tác phẩm nổi bật
- Sangryeongsan Puri 상령산 푸리 (Thượng linh sơn)
- Chunggwangjigok Taryeong (중광지곡 타령 Trùng quang chi khúc Đả linh)
- Chunggwangjigok Gunak (중광지곡 군악 Trùng quang chi khúc Quân nhạc)
- Cheongseongjajinhanip  한국음악의 향연] 청성자진한잎
- Cheonnyeonmanse (천년만세; Thiên niên vạn tuế).
- Suyeonjangjigok (Thọ duyên trường chi khúc 수연장지곡)
- Sujecheon/ Yeongsan Hoesang (영산회상; Linh sơn hội tương)
- Yuchoshin jigok(Liễu sơ tân chi khúc 유초신지곡)
- Gisuyeongchang jigok (Cơ thọ vịnh xương chi khúc 기수영창지곡)